# イワン・サフロノフ
イワン・イワノビッチ・サフロノフ（ロシア語: Иван Иванович Сафронов、1955年 - 2007年3月2日）はロシア人のジャーナリストで、ロシアの経済新聞コメルサントの軍事コラムニストである。
1997年にコメルサントに入るまではロシア宇宙軍の大佐として従事していた。2006年にはFSBの職員がロシアのサマーラに所在しソユーズ打ち上げロケットの製造を行うTsSKBプログレス社について聞くために彼に接触している。この時、FSB職員はその重要な情報の入手源を確認したかったのだが、彼は、情報を得たインターネットのサイトのページを示しただけだった。この件でFSBは訴追を断念している。
2007年3月2日午後4時頃、サフロノフは、彼が居住するアパートの4階と5階の間にある階段の窓から転落した。近所に住む2人の大学生が地面に横たわっているサフロノフと、階上の開いた窓を確認し、救助隊を呼んだ。サフロノフは、転落直後は、まだ生存していたが、救命処置がなされる前に少なくとも30分以内に死亡した。
彼は住居であるモスクワのアパートから転落し死亡した。この転落死に関して、検察官は自殺が最も有力であると語った。サフロノフの同僚と、近隣の居住者は、彼の精神状態は安定していたとして、この自殺説に懐疑的である。
サフロノフは、毎年開かれる国際防衛展示会での軍需品製造者の会合に参加するためにアラブ首長国連邦のアブダビの取材旅行から、2月後半に帰ったばかりだった。彼の取材活動は、政府高官、及びロシア連邦保安庁(FSB)の長官を刺激したため、殺されたのではないかという憶測がなされている。
死亡する直前の記者活動において、軍事防衛における覇権の変化と軍事訓練で若い兵士を死に至らしめた問題について記事にしていた。さらに、軍により報告されず、知らされることもない軍事防衛技術と軍事兵器試験の失敗についても書いていた。2006年12月、3度立て続けに続いた 新型潜水艦発射弾道ミサイルR-30の発射失敗について記事にした。軍部は、この失敗を認めなかった。さらにサフロノフが機密情報を記事にしてしまったという疑惑もある。
"捜査の過程で自殺説が支配的になっているが、サフロノフを知る全ての人は、全面的に否定している"と2007年3月5日付けの経済紙コメルサントは伝えている。